# 三枝の情報生テレビ うわさのミミンバ!
『三枝の情報生テレビ うわさのミミンバ!』（さんしのじょうほうなまてれび　うわさのみみんば!）は、1994年10月17日から1996年9月まで東海テレビで放送された情報バラエティ番組。桂三枝（現：六代目桂文枝）の冠番組。放送時間は毎週月曜 19:00 - 19:54 (JST) 。
ミミンバは、番組オリジナルキャラクターの名称である。

## 概要
開始当初から1996年3月までは生放送の情報バラエティ番組で、視聴者からの投稿を紹介するコーナーなどがあった。桂三枝(現:文枝)にとって初の東海地区ローカル番組の司会番組となった。
1996年4月から生放送をやめ収録にし、メインテーマをコギャルに絞った番組「好きですミミンバ」にリニューアルしたもののメイン司会の桂三枝の降板により終了となった。

## 出演者
- 桂三枝（現：六代目桂文枝）
- 藤井稔子（当時東海テレビアナウンサー）
- 斉藤誠征（東海テレビアナウンサー）
- 宮本忠博 - 生放送時代のリポーターを担当。

| 東海テレビ 月曜19:00枠 | 東海テレビ 月曜19:00枠                                       | 東海テレビ 月曜19:00枠                |
| 前番組                 | 番組名                                                       | 次番組                                |
| ---------------------- | ------------------------------------------------------------ | ------------------------------------- |
| -                      | 三枝の情報生テレビ うわさのミミンバ! （1994年10月 - 1996年） | 月曜日が待ち遠しい! （19:00 - 19:54） |